# Maurice Papon
Maurice Papon (Gretz-Armainvilliers, 3 settembre 1910 – Pontault-Combault, 17 febbraio 2007) è stato un funzionario e politico francese.

## Biografia

### Primi passi nella pubblica amministrazione
Figlio di un notabile, all'università studia giurisprudenza, lettere ed economia. Nel 1930, a soli vent'anni, entra nella pubblica amministrazione dove fa una brillante carriera. Inizialmente vicino al Fronte Popolare, dopo il crollo della Terza Repubblica francese nel giugno-luglio 1940 aderisce alle idee della "rivoluzione nazionale" del nuovo regime del maresciallo Philippe Pétain che ha sede a Vichy.

### Rappresentante dello Stato nella Gironda
Nel 1942 è nominato segretario generale della prefettura della Gironda, ossia principale collaboratore del prefetto di Bordeaux Maurice Sabatier (ma trattandosi di zona occupata, le autorità amministrative erano ridotte a semplici esecutori degli ordini dei nazisti). In tale veste, Papon ha l'incombenza di allestire dei convogli ferroviari, mediante i quali nel corso nel biennio 1943-1944 circa 1.600 ebrei sono trasferiti nei vari campi di concentramento nazisti. Solo nel 1944, quando ormai la Resistenza prende piede, Papon reputa vantaggioso collaborare sottobanco con gli esponenti della lotta al nazismo del Sud-ovest della Francia per prepararsi delle opportunità future. Continua a esercitare pienamente le funzioni prefettizie, anzi esse gli sono utili per mettere al corrente gli esponenti della Resistenza dei movimenti delle SS. Secondo alcuni, questa scelta è stata dettata dal calcolo politico, e non da una reale convinzione. Alla Liberazione nell'estate del 1944, riesce perfino ad avvalersi del distintivo di membro della Resistenza, esibendo delle attestazioni che saranno messe in dubbio negli anni seguenti.

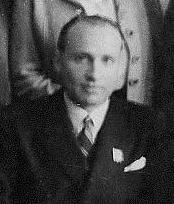
Maurice Papon alla prefettura di Bordeaux, nell'aprile 1945.

Durante il regime provvisorio guidato dal generale Charles De Gaulle che segue alla fine della Seconda guerra mondiale, Papon non subisce alcun provvedimento di epurazione. In un cinegiornale dell'epoca, è perfino immortalato a fianco del Generale il giorno in cui quest'ultimo si affaccia dalle finestre della prefettura di Bordeaux per salutare la popolazione della città appena liberata dai nazisti.

### Prefetto di Parigi
Durante la Quarta Repubblica francese (1946 - 1958) prosegue la sua brillante carriera: è infatti nominato
il 26 gennaio 1946 capo di Gabinetto del Segretario di Stato agli Affari Interni Jean Biondi, quindi prefetto in importanti dipartimenti della Francia e nei territori coloniali, e infine nel 1958 è nominato préfet de police (una figura che corrisponde al questore, ma con maggiori poteri) di Parigi. Rimane in carica dopo l'avvento della Quinta Repubblica francese nel 1958. In risposta ad alcuni attentati del FLN contro le forze dell'ordine, nell'autunno del 1961 arriva a imporre ai nordafricani il coprifuoco e il divieto di circolare in gruppi. Nonostante il divieto, la sera del 17 ottobre 1961 gli algerini in massa prendono parte a una manifestazione per le vie di Parigi in favore dell'indipendenza del loro paese. Forte dell'appoggio del governo, Papon non esita ad autorizzare il ricorso a metodi repressivi particolarmente violenti ed a garantire ai poliziotti la sua personale copertura in caso di atti di brutalità. La reazione delle forze dell'ordine provoca quaranta morti fra i manifestanti secondo fonti governative (ma secondo lo storico Jean-Luc Einaudi le vittime sono almeno duecento) e un numero impressionante di feriti anche gravi. Alcuni poliziotti arriveranno a gettare vivi nella Senna alcuni manifestanti feriti. I testimoni degli atti di violenza saranno addirittura perseguitati, e i documenti fotografici e filmati saranno fatti sequestrare.
Continua a riscuotere la piena fiducia delle autorità politiche del tempo, e nel 1961 è promosso commendatore della Legion d'Onore (la decorazione gli viene consegnata personalmente dallo stesso presidente della Repubblica Charles De Gaulle). 
 Il 13 febbraio 1962 il primo ministro Michel Debré rende pubblicamente omaggio alle sue "capacità di organizzatore": a suo dire, le aveva dispiegate, cinque giorni prima, nell'apprestare il servizio di polizia da cui erano partiti i colpi d'arma da fuoco che avevano ucciso nove esponenti del Partito Comunista Francese, che protestavano contro l'Organisation armée secrète; per quella strage - passata alla storia come il "massacro di Charonne" - lo storico Alain Dewerpe parlò poi di "responsabilità collettiva", con cui il vertice della Quinta Repubblica utilizzò la brutalità di Papon contro le sinistre per presentarsi, all'opinione pubblica moderata, con le carte in regola per respingere il tentativo di golpe dell'OAS.

### In politica
Nel 1967 Papon lascia l'incarico di préfet de police di Parigi, e comincia a occuparsi di politica aderendo al partito gollista. È deputato all'Assemblée Nationale dal 1968 al 1976, ed è ministro delegato al bilancio nei secondo e terzo governo di Raymond Barre (1978-1981). 
Nel 1981 Le Canard enchaîné, il settimanale satirico-scandalistico più diffuso in Francia, ritrova e pubblica i documenti che provano la collaborazione di Papon con i nazisti all'epoca in cui era in servizio a Bordeaux. Sul momento, la cosa non provoca grossi scompensi in politica, anche perché le elezioni presidenziali sono alle porte e quindi il governo è prossimo alle dimissioni.

### L'inchiesta e il processo
Nel 1983 nei confronti di Papon è avviata un'indagine giudiziaria, più volte rallentata da ostacoli di ogni genere. Dopo quindici anni di procedure, è rinviato a giudizio per crimini contro l'umanità, e nel 1997 si apre a Bordeaux un processo-fiume davanti alla corte d'assise della Gironda. La difficoltà del giudizio dipendeva dal fatto che accertare che Papon fosse stato segretario generale prefettizio non era ritenuto sufficiente per stabilire che aveva preso parte ad un piano concertato di persecuzioni contro gli ebrei. Fu pertanto necessario stabilire quali poteri gli conferisse la sua posizione nella gerarchia prefettizia, quali conseguenze la sua delega di firma comportasse, di quale margine di manovra disponesse quando erano trasmessi ordini di arresto e di deportazione arbitrari, che conoscenza avesse del piano di persecuzioni razziali realizzate con questi ordini, questi arresti e queste deportazioni".
L'accertamento diede, nel più lungo dibattimento pubblico della storia processuale francese (sei mesi), alla fine esito positivo: Papon, che si era sempre dichiarato estraneo ai fatti che gli sono imputati, fu nel 1998 condannato a dieci anni di reclusione, e diventò così l'unico alto funzionario francese ad essere stato condannato per complicità in crimini contro l'umanità.

### La fuga e la reclusione
Nel 1999, allorché la sezione criminale della corte di cassazione sta per esaminare il ricorso avverso alla condanna, Papon tenta di sottrarsi all'arresto. La legge del tempo, infatti, prevedeva che il giorno prima della trattazione di un ricorso in cassazione l'imputato condannato in primo grado a una pena di reclusione dovesse costituirsi. Si rifugia in Svizzera tentando di sviare le ricerche facendosi credere in Spagna. Viene tuttavia arrestato dalle forze dell'ordine svizzere ed estradato verso la Francia, e quindi condotto nel penitenziario di Fresnes. Per effetto della fuga, il ricorso non può essere esaminato dalla cassazione e la condanna di primo grado diventa definitiva. Nel 2002 è scarcerato a causa delle sue cattive condizioni di salute: tale decisione suscita aspre polemiche, ma non mancano le voci favorevoli di autorevoli personalità, come l'ex ministro della giustizia ed ex presidente del Consiglio costituzionale Robert Badinter, che si appellano a principi umanitari. In seguito a una decisione della Corte europea dei diritti dell'uomo, è resa possibile la ripresentazione del ricorso in cassazione, ma l'11 giugno 2004 esso è respinto dall'assemblea plenaria della suprema corte.

## Decesso
Muore in una clinica dove si è recato a causa di problemi cardiaci. Su sua richiesta, è sepolto con le insegne di commendatore della Legion d'onore al collo, provocando ulteriori polemiche perché la decorazione gli era stata revocata a seguito della condanna definitiva.

## Giudizio storico
La verità storica che si va assestando, sulle responsabilità del governo di Vichy impegnato attivamente dall'ottobre 1940 in una politica di collaborazione con le autorità tedesche, vede in Maurice Papon uno degli esecutori più ligi, anche se probabilmente per volontà di carriera più che per convinzioni antisemite: nel suo ufficio era custodito, aggiornato e utilizzato per gli arresti lo schedario delle persone di denominazione ebraica straniera e francese dall'inizio di ottobre 1940 (il primo statuto degli ebrei era del 3 ottobre 1940). A dispetto delle sue difese, dal giudizio emersero sia i documenti da lui firmati che si occupavano degli arresti, sia le procedure di confisca dei beni da lui curati e persino, in un caso, il suo rimborso delle spese di taxi con cui furono portate alla stazione ferroviaria due bimbe ebree rimaste indietro, nel rastrellamento di Salles del 20 agosto 1942.
Eppure, ancora nel 2007, in un libro-intervista l'ex Primo ministro Raymond Barre ancora sosteneva che Papon, di cui aveva apprezzato le capacità come ministro del suo governo, era finito in una vicenda nella quale appariva come "un capro espiatorio". Il riconoscimento da parte del potere politico della responsabilità dello Stato nelle atrocità di Vichy, del resto, era stato definitivamente ammesso appena dodici anni prima, quando il presidente Jacques Chirac - ricordando il Vélodrome d'Hiver il 16 luglio 1995 - dichiarò: "La Francia è responsabile di quanto fatto dallo Stato francese di Vichy come di tutto il resto ed erano dei francesi coloro che effettuarono la consegna degli ebrei".